# Discografia de The Chainsmokers
A discografia de The Chainsmokers, uma dupla de DJs norte-americanos, consiste em dois álbuns de estúdio, dois EPs, dezoito singles, onze vídeos musicais e trinta e cinco remixes. 
Sua canção de 2014 "#Selfie" tornou-se a primeira vez que classificou em um país, atingindo o número dois na Suécia, número dezesseis na Billboard Hot 100 dos Estados Unidos, número três na Austrália e número onze no Reino Unido. Eles lançaram seu EP de estreia, Bouquet, em outubro de 2015. Seu single "Roses" chegou ao top 10 na Billboard Hot 100, enquanto "Don't Let Me Down" tornou-se seu primeiro single no top 5 nessa tabela. "Closer" foi a primeira canção da dupla à atingir o topo dessa tabela.
Seu álbum de estreia, Memories...Do Not Open, foi um sucesso comercial, atingindo o topo da Billboard 200, vendendo em cerca de 221 mil cópias em sua primeira semana de vendas.

## Álbuns

### Álbuns de estúdio
| Título                 | Detalhes                                                                                                  | Posições nas tabelas musicais | Posições nas tabelas musicais | Posições nas tabelas musicais | Posições nas tabelas musicais | Posições nas tabelas musicais | Posições nas tabelas musicais | Posições nas tabelas musicais | Posições nas tabelas musicais | Posições nas tabelas musicais | Posições nas tabelas musicais | Certificações       |
| Título                 | Detalhes                                                                                                  | EUA                           | AUS                           | BEL (FL)                      | CAN                           | DIN                           | ITA                           | NOR                           | NZ                            | SUE                           | UK                            | Certificações       |
| ---------------------- | --- | ----------------------------- | ----------------------------- | ----------------------------- | ----------------------------- | ----------------------------- | ----------------------------- | ----------------------------- | ----------------------------- | ----------------------------- | ----------------------------- | ------------------- |
| Memories...Do Not Open | - Lançamento: 7 de abril de 2017 - Gravadora(s): Disruptor, Columbia - Formatos: CD, LP, download digital | 1                             | 4                             | 2                             | 1                             | 7                             | 8                             | 2                             | 4                             | 3                             | 3                             | - IFPI NOR: Platina |

### Extended plays(EPs)
| Título                                                                                        | Detalhes | Posições nas tabelas musicais | Posições nas tabelas musicais | Posições nas tabelas musicais | Posições nas tabelas musicais | Posições nas tabelas musicais | Posições nas tabelas musicais | Posições nas tabelas musicais | Certificações |
| Título                                                                                        | Detalhes | EUA                           | EUA Dance                     | AUS                           | CAN                           | KOR                           | NZ                            | UK                            | Certificações |
| --------------------------------------------------------------------------------------------- | --- | ----------------------------- | ----------------------------- | ----------------------------- | ----------------------------- | ----------------------------- | ----------------------------- | ----------------------------- | ------------- |
| Bouquet                                                                                       | - Lançamento: 23 de outubro de 2015 - Gravadora(s): Disruptor - Formatos: CD, LP, download digital           | 31                            | 2                             | —                             | 18                            | —                             | —                             | —                             | - RIAA: Ouro  |
| Collage                                                                                       | - Lançamento: 4 de novembro de 2016 - Gravadora(s): Disruptor, Columbia - Formatos: CD, LP, download digital | 6                             | 1                             | 23                            | 2                             | 7                             | 7                             | 49                            | - BPI: Prata  |
| "—" indica que a gravação não foi incluída nas paradas ou não foi distribuída naquela região. | |                               |                               |                               |                               |                               |                               |                               |               |

## Singles

### Como artista principal
| Título                                                                                        | Ano  | Posições nas tabelas musicais | Posições nas tabelas musicais | Posições nas tabelas musicais | Posições nas tabelas musicais | Posições nas tabelas musicais | Posições nas tabelas musicais | Posições nas tabelas musicais | Posições nas tabelas musicais | Posições nas tabelas musicais | Posições nas tabelas musicais | Certificações      | Álbum                                    |  |
| Título                                                                                        | Ano  | EUA                           | AUS                           | BEL (FL)                      | CAN                           | DIN                           | ITA                           | NOR                           | NZ                            | SUE                           | UK                            | Certificações      | Álbum                                    |  |
| --------------------------------------------------------------------------------------------- | ---- | ----------------------------- | ----------------------------- | ----------------------------- | ----------------------------- | ----------------------------- | ----------------------------- | ----------------------------- | ----------------------------- | ----------------------------- | ----------------------------- | ------------------ | ---------------------------------------- |  |
| "Erase" (participação de Priyanka Chopra)                                                     | 2012 | —                             | —                             | —                             | —                             | —                             | —                             | —                             | —                             | —                             | —                             |                    | Sem álbum                                |  |
| "The Rookie"                                                                                  | 2013 | —                             | —                             | —                             | —                             | —                             | —                             | —                             | —                             | —                             | —                             |                    | Sem álbum                                |  |
| "#Selfie"                                                                                     | 2014 | 16                            | 3                             | 14                            | 13                            | 9                             | 69                            | 3                             | 12                            | 2                             | 11                            | - MC: Platina      | Sem álbum                                |  |
| "Kanye" (participação de SirenXX)                                                             | 2014 | —                             | —                             | —                             | —                             | —                             | —                             | —                             | —                             | —                             | —                             |                    | Sem álbum                                |  |
| "Let You Go" (participação de Great Good Fine Ok)                                             | 2015 | —                             | —                             | —                             | —                             | —                             | —                             | —                             | —                             | —                             | —                             |                    | Sem álbum                                |  |
| "Good Intentions" (participação de BullySongs)                                                | 2015 | —                             | —                             | —                             | —                             | —                             | —                             | —                             | —                             | —                             | —                             |                    | Bouquet                                  |  |
| "Roses" (participação de Rozes)                                                               | 2015 | 6                             | 5                             | 22                            | 6                             | 29                            | 42                            | 8                             | 8                             | 13                            | 16                            | - RMNZ: 2× Platina | Bouquet                                  |  |
| "Waterbed" (participação de Waterbed)                                                         | 2015 | —                             | —                             | —                             | —                             | —                             | —                             | —                             | —                             | —                             | —                             |                    | Bouquet                                  |  |
| "Split (Only U)" (com Tiësto)                                                                 | 2015 | —                             | —                             | —                             | —                             | —                             | —                             | —                             | —                             | —                             | —                             |                    | Sem álbum                                |  |
| "Until You Were Gone" (com Tritonal, participação de Emily Warren)                            | 2015 | —                             | —                             | —                             | —                             | —                             | —                             | —                             | —                             | —                             | —                             | - MC: Ouro         | Bouquet                                  |  |
| "New York City"                                                                               | 2015 | —                             | —                             | —                             | —                             | —                             | —                             | —                             | —                             | —                             | —                             |                    | Bouquet                                  |  |
| "Don't Let Me Down" (participação de Daya)                                                    | 2016 | 3                             | 3                             | 4                             | 4                             | 15                            | 7                             | 5                             | 2                             | 5                             | 2                             | - RMNZ: 2× Platina | Collage                                  |  |
| "Inside Out" (participação de Charlee)                                                        | 2016 | —                             | —                             | 72                            | —                             | —                             | —                             | —                             | —                             | —                             | —                             | - MC: Ouro         | Collage                                  |  |
| "Closer" (participação de Halsey)                                                             | 2016 | 1                             | 1                             | 1                             | 1                             | 1                             | 2                             | 1                             | 1                             | 1                             | 1                             | - RMNZ: 2× Platina | Collage                                  |  |
| "All We Know" (participação de Phoebe Ryan)                                                   | 2016 | 18                            | 8                             | 43                            | 14                            | 35                            | 30                            | 10                            | 10                            | 19                            | 24                            | - RMNZ: Ouro       | Collage                                  |  |
| "Paris"                                                                                       | 2017 | 6                             | 4                             | 5                             | 2                             | 2                             | 9                             | 3                             | 5                             | 2                             | 5                             | - RMNZ: Ouro       | Memories...Do Not Open                   |  |
| "Something Just like This" (com Coldplay)                                                     | 2017 | 3                             | 2                             | 1                             | 3                             | 5                             | 3                             | 5                             | 5                             | 4                             | 2                             | - RMNZ: Platina    | Memories...Do Not Open e Kaleidoscope EP |  |
| "Honest"                                                                                      | 2017 | 77                            | —                             | —                             | —                             | 93                            | —                             | —                             | —                             | —                             | —                             |                    | Memories...Do Not Open                   |  |
| "Sick Boy"                                                                                    | 2018 | 65                            | 37                            | 30                            | 29                            | 14                            | 61                            | 3                             | 25                            | 8                             | 35                            | - ARIA: Ouro       | Sick Boy                                 |  |
| "You Owe Me"                                                                                  | 2018 | —                             | 73                            | —                             | 74                            | —                             | —                             | —                             | —                             | 55                            | 97                            |                    | Sick Boy                                 |  |
| "Everybody Hates Me"                                                                          | 2018 | 100                           | 50                            | —                             | 71                            | —                             | 96                            | 33                            | —                             | 33                            | 81                            |                    | Sick Boy                                 |  |
| "Somebody" (com Drew Love)                                                                    | 2018 |                               |                               |                               |                               |                               |                               |                               |                               |                               |                               |                    | Sick Boy                                 |  |
| "Side Effects" (com Emily Warren)                                                             | 2018 | 66                            | —                             | —                             | —                             | —                             | —                             | —                             | —                             | —                             | —                             |                    | Sick Boy                                 |  |
| "Save Yourself" (com NGHTMRE)                                                                 | 2018 |                               |                               |                               |                               |                               |                               |                               |                               |                               |                               |                    | Sick Boy                                 |  |
| "This Feeling" (com Kelsea Ballerini)                                                         | 2018 |                               |                               |                               |                               |                               |                               |                               |                               |                               |                               |                    | Sick Boy                                 |  |
| "Siren" (com Aazar)                                                                           | 2018 |                               |                               |                               |                               |                               |                               |                               |                               |                               |                               |                    | Sick Boy                                 |  |
| "Don't Lie" (com Kim Petras)                                                                  | 2024 | —                             | —                             | —                             | —                             | —                             | —                             | —                             | —                             | —                             | —                             |                    | Sem álbum                                |  |
| White Wine & Adderall (com Beau Nox)                                                          | 2025 | —                             | —                             | —                             | —                             | —                             | —                             | —                             | —                             | —                             | —                             |                    | Sem álbum                                |  |
| "—" indica que a gravação não foi incluída nas paradas ou não foi distribuída naquela região. |      |                               |                               |                               |                               |                               |                               |                               |                               |                               |                               |                    |                                          |  |

### Singlespromocionais
| Título                                                                                        | Ano  | Posições nas tabelas musicais | Posições nas tabelas musicais | Posições nas tabelas musicais | Posições nas tabelas musicais | Posições nas tabelas musicais | Posições nas tabelas musicais | Posições nas tabelas musicais | Posições nas tabelas musicais | Posições nas tabelas musicais | Certificações | Álbum                  |
| Título                                                                                        | Ano  | EUA                           | EUA Dance                     | AUS                           | CAN                           | ALE                           | ITA                           | NZ Heat.                      | SUE                           | UK                            | Certificações | Álbum                  |
| --------------------------------------------------------------------------------------------- | ---- | ----------------------------- | ----------------------------- | ----------------------------- | ----------------------------- | ----------------------------- | ----------------------------- | ----------------------------- | ----------------------------- | ----------------------------- | ------------- | ---------------------- |
| "Setting Fires"                                                                               | 2016 | 71                            | 8                             | 50                            | 35                            | —                             | 84                            | 2                             | 92                            | 55                            | - MC: Ouro    | Collage                |
| "The One"                                                                                     | 2017 | 78                            | 10                            | 36                            | 30                            | 47                            | 36                            | 3                             | 51                            | 63                            | - MC: Ouro    | Memories...Do Not Open |
| "Young"                                                                                       | 2017 | —                             | 18                            | —                             | 65                            | —                             | —                             | —                             | —                             | —                             |               | Memories...Do Not Open |
| "—" indica que a gravação não foi incluída nas paradas ou não foi distribuída naquela região. |      |                               |                               |                               |                               |                               |                               |                               |                               |                               |               |                        |

### Outras canções nas paradas
| Título                                                                                        | Ano  | Posições nas tabelas musicais | Posições nas tabelas musicais | Posições nas tabelas musicais | Posições nas tabelas musicais | Posições nas tabelas musicais | Posições nas tabelas musicais | Álbum                  |
| Título                                                                                        | Ano  | EUA Bub.                      | EUA Dance                     | CAN                           | FRA                           | NZ Heat.                      | SUE                           | Álbum                  |
| --------------------------------------------------------------------------------------------- | ---- | ----------------------------- | ----------------------------- | ----------------------------- | ----------------------------- | ----------------------------- | ----------------------------- | ---------------------- |
| "Break Up Every Night"                                                                        | 2017 | 7                             | 12                            | 61                            | —                             | 3                             | 44                            | Memories...Do Not Open |
| "Bloodstream"                                                                                 | 2017 | 18                            | 15                            | 60                            | —                             | —                             | 89                            | Memories...Do Not Open |
| "Don't Say" (participação de Emily Warren)                                                    | 2017 | —                             | 19                            | 63                            | —                             | —                             | —                             | Memories...Do Not Open |
| "My Type" (participação de Emily Warren)                                                      | 2017 | 17                            | 14                            | 66                            | —                             | —                             | —                             | Memories...Do Not Open |
| "It Won't Kill Ya" (participação de Louane)                                                   | 2017 | —                             | 24                            | 84                            | 70                            | —                             | —                             | Memories...Do Not Open |
| "Wake Up Alone" (participação de Jhené Aiko)                                                  | 2017 | —                             | 23                            | —                             | —                             | —                             | —                             | Memories...Do Not Open |
| "Last Day Alive" (participação de Florida Georgia Line)                                       | 2017 | 19                            | 16                            | 94                            | —                             | —                             | —                             | Memories...Do Not Open |
| "—" indica que a gravação não foi incluída nas paradas ou não foi distribuída naquela região. |      |                               |                               |                               |                               |                               |                               |                        |

## Remixes
| Título                            | Ano  | Artista(s) original(is)                                 |
| --------------------------------- | ---- | ------------------------------------------------------- |
| "Around Us"                       | 2013 | Jónsi                                                   |
| "We Run the Nite"                 | 2013 | Tonite Only                                             |
| "Sleep Alone"                     | 2013 | Two Door Cinema Club                                    |
| "Overdose"                        | 2013 | Little Daylight                                         |
| "Medicine"                        | 2013 | Daughter                                                |
| "Trying to Be Cool"               | 2013 | Phoenix                                                 |
| "Julian"                          | 2013 | Say Lou Lou                                             |
| "Operate"                         | 2013 | ASTR                                                    |
| "Dreaming"                        | 2013 | Smallpools                                              |
| "Miss Atomic Bomb"                | 2013 | The Killers                                             |
| "Last Forever"                    | 2013 | Fenech-Soler                                            |
| "Take Me Home"                    | 2013 | Cash Cash (participação de Bebe Rexha)                  |
| "We Own the Night"                | 2013 | The Wanted                                              |
| "Change"                          | 2013 | Banks                                                   |
| "Girlfriend"                      | 2013 | Icona Pop                                               |
| "Kids"                            | 2013 | Mikky Ekko                                              |
| "Fix This"                        | 2013 | The Colourist                                           |
| "Habits (Stay High)"              | 2014 | Tove Lo                                                 |
| "Pumpin Blood"                    | 2014 | NONONO                                                  |
| "Goodness Gracious"               | 2014 | Ellie Goulding                                          |
| "Flaws"                           | 2014 | Bastille                                                |
| "Young Hearts"                    | 2014 | Strange Talk                                            |
| "Jealous (I Ain't with It)"       | 2014 | Chromeo                                                 |
| "Wonder"                          | 2014 | Adventure Club (participação de The Kite String Tangle) |
| "Holding onto Heaven"             | 2014 | Foxes                                                   |
| "Like a Drum"                     | 2014 | Guy Sebastian                                           |
| "Step Out"                        | 2014 | José González                                           |
| "I Can't Stop Drinking About You" | 2014 | Bebe Rexha                                              |
| "Sway"                            | 2014 | Anna of the North                                       |
| "Open Season" (Une Autre Saison)  | 2014 | Josef Salvat                                            |
| "Sleeping with a Friend"          | 2014 | Neon Trees                                              |
| "Push"                            | 2014 | A-Trak (participação de Andrew Wyatt)                   |
| "Real Love"                       | 2015 | Clean Bandit e Jess Glynne                              |
| "Back to Earth"                   | 2015 | Steve Aoki (participação de Fall Out Boy)               |
| "Overload"                        | 2015 | Life of Dillon                                          |

## Videoclipes
| Título                                                             | Ano  | Diretor(s)                       |
| ------------------------------------------------------------------ | ---- | -------------------------------- |
| "#Selfie"                                                          | 2014 | Taylor Stephens e Ike Love Jones |
| "Kanye" (participação de sirenXX)                                  | 2014 | Niklaus Lange                    |
| "Let You Go" (participação de Great Good Fine Ok)                  | 2015 | Joe Zohar                        |
| "Good Intentions" (participação de BullySongs)                     | 2015 | Joe Zohar                        |
| "Roses" (participação de Rozes)                                    | 2015 | Impossible Brief                 |
| "Waterbed" (participação de Waterbed)                              | 2015 | Joe Zohar                        |
| "Until You Were Gone" (com Tritonal, participação de Emily Warren) | 2015 | Joe Zohar                        |
| "Don't Let Me Down" (participação de Daya)                         | 2016 | Marcus Kuhne                     |
| "Closer" (participação de Halsey)                                  | 2016 | Dano Cerny                       |
| "All We Know" (participação de Phoebe Ryan)                        | 2016 | Rory Kramer                      |
| "Paris"                                                            | 2017 | Mister Whitmore                  |
| "Sick Boy"                                                         | 2018 | Brewer                           |
| "You Owe Me"                                                       | 2018 | Rory Kramer                      |